# بیلی هریس
بیلی هریس (انگلیسی: Billy Harris؛ زادهٔ ۱۲ آوریل ۱۹۹۴) بازیگر اهل انگلستان است. وی از سال ۲۰۱۳ میلادی تاکنون مشغول فعالیت بوده‌است.
از فیلم‌ها یا مجموعه‌های تلویزیونی که وی در آن‌ها نقش داشته‌است، می‌توان به تد لاسو اشاره نمود.